# Jens Thele
Jens Thele (Hamburg, 1967. december 20. –) egy német DJ és producer, egyben a Scooter menedzsere annak megalakulása óta. De emellett mind menedzselt csapatának, mind feltörekvő tehetségeknek is beleszerkeszt a számaiba, társszerzőként. A kilencvenes években létrehozta saját kiadóvállalatát, a Kontor Records-t, melynek égisze alatt működik a Sheffield Tunes. Olyan előadók számait adja ki, mint André Tanneberger vagy Robert Miles.

## Diszkográfia
Igazából nincs mérhető lemezkiadási statisztikája. 1995-ben készített egy Crystal nevű projektet, ennek egyetlen száma volt, a "Love Is Like Oxygene", amely egy The Sweet-feldolgozás. Emellett azonban a "Kontor Top Of The Clubs" sorozat több CD-jét is ő mixelte, így a 37., 38., 39., 41., 42., 44., és 50. részét, valamint egy alkalommal a "Kontor Sunset Chill" lemezt.